# Charles Abi
Charles Nathan Abi (Clermont-Ferrand, 12 aprile 2000) è un calciatore francese, attaccante del Rouen.

## Caratteristiche tecniche
È un centravanti.

## Carriera

### Club
Cresciuto nel settore giovanile del Clermont Foot, nel 2015 è stato acquistato dal Saint-Étienne. Ha esordito in prima squadra il 16 dicembre 2018 disputando l'incontro di Ligue 1 pareggiato 1-1 contro il Nizza.

### Nazionale
Ha giocato nelle nazionali giovanili francesi Under-16, Under-18 ed Under-19.

## Statistiche
Statistiche aggiornate al 7 aprile 2020.

### Presenze e reti nei club
| Stagione               | Squadra                | Campionato             | Campionato | Campionato | Coppe nazionali | Coppe nazionali | Coppe nazionali | Coppe continentali | Coppe continentali | Coppe continentali | Altre coppe | Altre coppe | Altre coppe | Totale | Totale | Totale |
| Stagione               | Squadra                | Comp                   | Pres       | Reti       | Comp            | Pres            | Reti            | Comp               | Pres               | Reti               | Comp        | Pres        | Reti        | Pres   | Reti   |        |
| ---------------------- | ---------------------- | ---------------------- | ---------- | ---------- | --------------- | --------------- | --------------- | ------------------ | ------------------ | ------------------ | ----------- | ----------- | ----------- | ------ | ------ | ------ |
| 2017-2018              | Saint-Étienne 2        | N3                     | 8          | 0          | -               | -               | -               | -                  | -                  | -                  | -           | -           | -           | 8      | 0      |        |
| 2017-2018              | Saint-Étienne 2        | N2                     | 14         | 4          | -               | -               | -               | -                  | -                  | -                  | -           | -           | -           | 14     | 4      |        |
| 2018-2019              | Saint-Étienne 2        | N2                     | 3          | 0          | -               | -               | -               | -                  | -                  | -                  | -           | -           | -           | 3      | 0      |        |
| Totale Saint-Étienne 2 | Totale Saint-Étienne 2 | Totale Saint-Étienne 2 | 25         | 4          |                 | -               | -               |                    | -                  | -                  |             | -           | -           | 25     | 4      |        |
| 2018-2019              | Saint-Étienne          | L1                     | 3          | 0          | CF+CdL          | 0               | 0               |                    | -                  | -                  |             | -           | -           | 3      | 0      |        |
| 2019-2020              | Saint-Étienne          | L1                     | 15         | 0          | CF+CdL          | 4+1             | 1+0             | UEL                | 2                  | 0                  |             | -           | -           | 22     | 1      |        |
| Totale Saint-Étienne   | Totale Saint-Étienne   | Totale Saint-Étienne   | 18         | 0          |                 | 5               | 1               |                    | 2                  | 0                  |             | -           | -           | 25     | 1      |        |
| Totale carriera        | Totale carriera        | Totale carriera        | 43         | 4          |                 | 5               | 1               |                    | 2                  | 0                  |             | -           | -           | 50     | 5      |        |